# میدستون (فیلم)
«میدستون» (انگلیسی: Maidstone) یک فیلم به کارگردانی نورمن میلر است که در سال ۱۹۷۰ منتشر شد.
از بازیگران آن می‌توان به نورمن میلر، ریپ تورن، هریس یولین و ایزابل کالین دافرسن اشاره کرد.